# Harazdża
Harazdża (ukr. Гаразджа) – wieś położona na Ukrainie, w rejonie łuckim, w obwodzie wołyńskim, w 2001 r. liczyła 950 mieszkańców.